# 강진원 (1881년)
강진원(姜振遠, 1881년 7월 30일 ~ 1920년 7월 19일)은 한국의 독립운동가로 대한제국 말기의 의병장이다.

## 생애
전라남도 승주군 출생으로 본관은 진주. 자는 형원이며 호는 성산이고 이명은 강진원(姜震遠)이다. 대한제국 군대 강제해산 이후 의병으로 활약했다.

의병을 모아 조계산에서 훈련을 시작하여 조규하 의병진과 합류했다. 곡성군, 고흥군 및 남해안 일대에서 일본군과 교전하고 일본군 병참소를 공격하는 등 많은 전과를 올렸다.
 1909년 일본의 의병 초토화 작전에 따라 의병활동이 타격을 받자 나중에 재기할 것을 결정하고 의병을 해산한다.

그 뒤 승주의 두모리 오성산 동굴에서 10여년 간 은신하다가 체포되어 자결하였다.

## 사후
1977년 건국훈장 독립장에 추서되었다.